# Leandro Damião
Leandro Damião da Silva dos Santos (wym. [leˈɐ̃dɾu daˈmjɐ̃w]; ur. 22 lipca 1989 w Jardim Alegre) – brazylijski piłkarz występujący na pozycji napastnika w japońskim klubie Kawasaki Frontale. Były reprezentant Brazylii.

## Kariera klubowa
Karierę piłkarską Leandro Damião rozpoczął w 2007 w Atlético Ibirama, którego jest wychowankiem. W 2008 był wypożyczany do grającego wówczas w Série C - Marcílio Dias Itajaí, a także drużyny z ligi stanowej Santa Catarina - CA Tubarão. Dobra gra w Ibaramie zaowocowała transferem do SC Internacional w styczniu 2010. W Internacionalu zadebiutował 17 stycznia 2010 w wygranym 4-2 meczu ligi stanowej z Ypirangą Erechim, a sam Leandro zdobył w nim dwie bramki.
W Série A zadebiutował 9 maja 2010 w przegranym 1-2 meczu z Cruzeiro EC, zastępując w 60 min. Ariltona. Dwa miesiące później Leandro strzelił jedną z bramek w wygranym 3-2 meczu finałowym Copa Libertadores z meksykańskim C.D. Guadalajara. Triumf w Pucharze Wyzwolicieli jest dotychczas największym sukcesem w jego karierze. W pierwszym swoim sezonie w barwach Internacionalu Leandro Damião rozegrał w lidze 26 spotkań, w których strzelił 7 bramek.
W grudniu 2013 roku został zawodnikiem Santosu FC. Nowy zawodnik kosztował klub ze stanu São Paulo 41 milionów reali brazylijskich, co było rekordową ceną za Brazylijczyka przychodzącego do ligi brazylijskiej, a droższy jedynie był transfer Carlosa Téveza do Corinthians. Oczekiwania wobec nowego zawodnika były bardzo duże i dla kibiców 6 bramek w 26 spotkaniach nie było zadowalającym wynikiem.
Na początku 2015 roku trafił na wypożyczenie do Cruzeiro EC. W trakcie Campeonato Mineiro został najlepszym strzelcem zespołu z dziewięcioma bramkami, jednak już podczas rozgrywek Serie A trafił do siatki zaledwie czterokrotnie i po zakończeniu wypożyczenia powrócił do Santosu.

### Sądowa batalia
W 2015 roku Leandro wniósł do sądu wniosek o unieważnienie jego kontraktu z Santosem z powodu nie otrzymywania wynagrodzenia od klubu. Na początku grudnia 2015 roku sąd podjął decyzję o unieważnieniu kontraktu w efekcie czego Leandro został wolnym zawodnikiem. W styczniu 2015 roku sąd drugiej instancji zniósł tę decyzję i Leandro nadal był piłkarzem Santosu, dodatkowo zasądzono zapis na podstawie którego za podpisanie kontraktu z innym klubem piłkarz musiałby wypłacić Santosowi rekompensatę w wysokości 200 milionów reali, a w przypadku zagranicznego klubu 200 milionów euro.
Ostatecznie zawodnikowi udało się porozumieć z klubem i został wypożyczony na pół roku do Realu Betis.

### Dalsza kariera
Po pół roku w Europie Leandro powrócił do Brazylii, trafiając na kolejne wypożyczenie tym razem do CR Flamengo. Tam w piętnastu spotkaniach Série A zdobył zaledwie dwie bramki. Sezon 2016 zaczął się nieco lepiej bowiem w siedmiu spotkaniach trafił trzykrotnie, jednak po zakończeniu wypożyczenia wrócił do Santosu. Na ostatnie dwa lata kontraktu został wypożyczony do Internacionalu w którym już wcześniej występował w latach 2010 - 2013. Zespół walczył o powrót do Série A, a Leandro wydatnie pomógł w osiągnięciu celu osiem razy wpisując się na listę strzelców. Drugie miejsce Internacionalu na koniec sezonu sprawiło, że awansowali do Série A. W następnym sezonie zdobył 10 bramek w lidze i był drugim najlepszym strzelcem w drużynie przegrywając jedynie z Nico Lópezem. Po zakończeniu sezonu wygasł jego kontrakt w Santosie, a sam zawodnik przeniósł się do japońskiego - Kawasaki Frontale.

## Kariera reprezentacyjna
27 marca 2011 w wygranym 2-0 meczu ze Szkocją Leandro Damião zadebiutował w reprezentacji. Pierwszego gola zdobył 5 września tego samego roku w starciu przeciwko Ghanie. W 2012 roku był reprezentantem Brazylii na Igrzyskach Olimpijskich 2012, gdzie został najlepszym strzelcem turnieju, a Brazylia zdobyła srebrne medale przegrywając w finale z Meksykiem.